# Orphnaecus mimbilisanensis
Espèce
Orphnaecus mimbilisanensis est une espèce d'araignées mygalomorphes de la famille des Theraphosidae.

## Répartition
Cette espèce est endémique de Mindanao aux Philippines,. Elle se rencontre dlans les environs de Balingoan et n'est connue que de la zone protégée de Mimbilisan (en). 

## Description
Le mâle holotype mesure 55,48 mm et la femelle paratype 41,46 mm.

## Systématique et taxinomie
Cette espèce a été décrite en 2025 par Joshua J. Sumogat (d), Darrell C. Acuña (d) et Olga M. Nuñeza (d).

## Étymologie
Son nom d'espèce, composé de mimbilisan et du suffixe latin -ensis, « qui vit dans, qui habite », lui a été donné en référence au lieu de sa découverte, la zone protégée de Mimbilisan (en).

## Publication originale
- (en) J. J. Sumogat, D. C. Acuña et O. M. Nuñeza, « A new tarantula species of the genus Orphnaecus Simon, 1892 (Araneae: Theraphosidae) from Mindanao Island, Philippines », Far Eastern Entomologist, Russie, vol. 522,‎ mai 2025, p. 8-21 (ISSN 1026-051X, e-ISSN 2713-2196, DOI 10.25221/fee.522.2, lire en ligne, consulté le 17 mai 2025).